# Russian Snark
Russian Snark è un film del 2010 diretto da Stephen Sinclair.

## Distribuzione
Il film è stato presentato al New Zealand International Film Festival il 20 luglio 2010, in seguito è stato presentato anche a Mosca e nel 2011 in varie parti della Nuova Zelanda. È stato nominato, sia il film che i suoi attori, 6 volte ai The Qantas Film and Television Awards 2010. Nell'aprile del 2010 ha vinto nella categoria "Best International Film Award" ai Garden State Film Festival, invece 3 nomination ai Maverick Movie Awards